# حسين مكي خماس
حسين مكي خماس العزاوي وهو سياسي عراقي شغل منصب وزير الدفاع في فترة 1953—1954.